# SN 1992ac
SN 1992ac – supernowa typu Ia odkryta 30 maja 1992 roku w galaktyce M+10-24-07. Jej jasność pozostaje nieznana.